# Ян Казімеж де Альтен Бокум
Ян Казімеж де Альтен Бокум гербу Кушаба (нар. бл. 1666 — пом. 30 червня 1721, Бишвалд) — римсько-католицький, державний діяч і дипломат Речі Посполитої; єпископ перемишльський (1701–1718) і хелмінський (1719–1721); великий коронний секретар (1699–1701) і підканцлер (1712–1721).

## Життєпис
Народився близько 1666 року (за іншими даними — близько 1668 року), в сім'ї вихідця з Курляндії, на той час, ловчого надвірного литовського та майбутнього генерала коронного війська, Йогана (Яна) Генріха (Генрика) фон Альтенбокума та Констанції Теклі Браніцької, доньки великого коронного підстолія, стольника і надвірного коронного маршалка Яна Клеменса Браніцького. Щоправда, можливо його матір'ю була перша дружина батька невідомого імені з Шеміотів, з якою батько заручився 13 листопада 1667 року у Вільні. Відповідно, Ян Казімеж мав народитися після цієї дати. Мав 4 сестер і 3 братів.
Після повернення з подорожі (очевидно — освітньої) з-за кордону, Ян Казімеж прийняв освячення священника. Був спочатку каноніком краківської катедральної капітули, потім каноніком ґнєзненським і каноніком капітули колегіатської святого Івана Хрестителя у Варшаві (1683). Також, був пробстом у Жешуві, Тичині, Плебаном у Блажовій, Дронжґуві та Жабянці.
Протягом 1690–1691 років де Альтен Бокум був секретарем короля Яна III Собеського, виконував багато дипломатичних місій. Після смерті короля 1696 року їздив до імператора Леопольда і римського папи Іннокентія XII для повідомлення цієї новини. Підтримав елекцію Августа II, за що останній винагородив його у лютому 1699 року посадою секретаря великого коронного (1699–1701) та у червні цього ж року абатством у Тшемешно, проте місцева капітула не прийняла останньої номінації.
1701 року король призначив Яна Казімежа Перемишльським єпископом, був затверджений на цій посаді папською буллою 18 липня, посвяту прийняв 24 серпня у Варшаві від познанського єпископа Миколая Станіслава Свєнціцького. На додаток отримав абатство любінське у жовтні того ж року. Його сестра Урсула Катажина була коханкою короля і недоброзичливці єпископа вбачали у цьому причину його швидкої кар'єри. У Перемишльській дієцезії від створив нові кляштори — кармелітів у Дрогобичі (тепер - Собор Пресвятої Трійці) та францисканців-реформатів у Ярославі, провів канонічну візитацію.
У січні 1702 року підписав акт пацифікації Великого князівства Литовського. 23 березня 1702 року був призначений королем на уряд Краківського єпископа, проте не був затверджений папою Климентом XI. Де Альтен Бокум був членом Сандомирської конфедерації 1704 року. Певний час під час війни 1704—1706 років єпископу довелося перебувати за кордоном, керував дієцезією через пробста Лукаша Чермінського.
Був абатом червінським протягом 1710–1721 років. Брав участь у Варшавській генеральній раді 1710 року. У квітні 1712 року Ян Казімеж отримав малу коронну печатку підканцлера коронного. Внаслідок конфліктів із капітулою перемишльською 27 червня 1718 року був призначений Хелмінським єпископом, затверджений папою 30 липня 1719 року. Одночасно протягом 1718–1721 років виконував обов'язки апостольського адміністратора Помезанської дієцезії.
Помер Ян Казімеж де Альтен Бокум 30 червня 1721 у Бишвалді, був похований у Хелмінській катедрі.